# Arroyo Sauce de Solís
Der Arroyo Sauce de Solís ist ein Fluss in Uruguay.
Er entspringt auf dem Gebiet des Departamento Canelones wenige Kilometer südlich von Estación Migues nahe der Ruta 80. Von dort fließt er nach einem anfänglichen Bogen in nördliche bzw. östliche Richtung nach Süden bzw. Südosten. Er unterquert die Ruta 8 und mündet schließlich als rechtsseitiger Nebenfluss einige Kilometer flussaufwärts der Mündung des Arroyo Quebracho und nördlich von Paso Cubelo in den Arroyo Solís Grande.